# جيف شنغ
جيف شنغ (بالإنجليزية: Jeff Sheng)‏ هو مصور وفنان أمريكي، ولد في 1980 في كاليفورنيا في الولايات المتحدة.